# Machap Baru

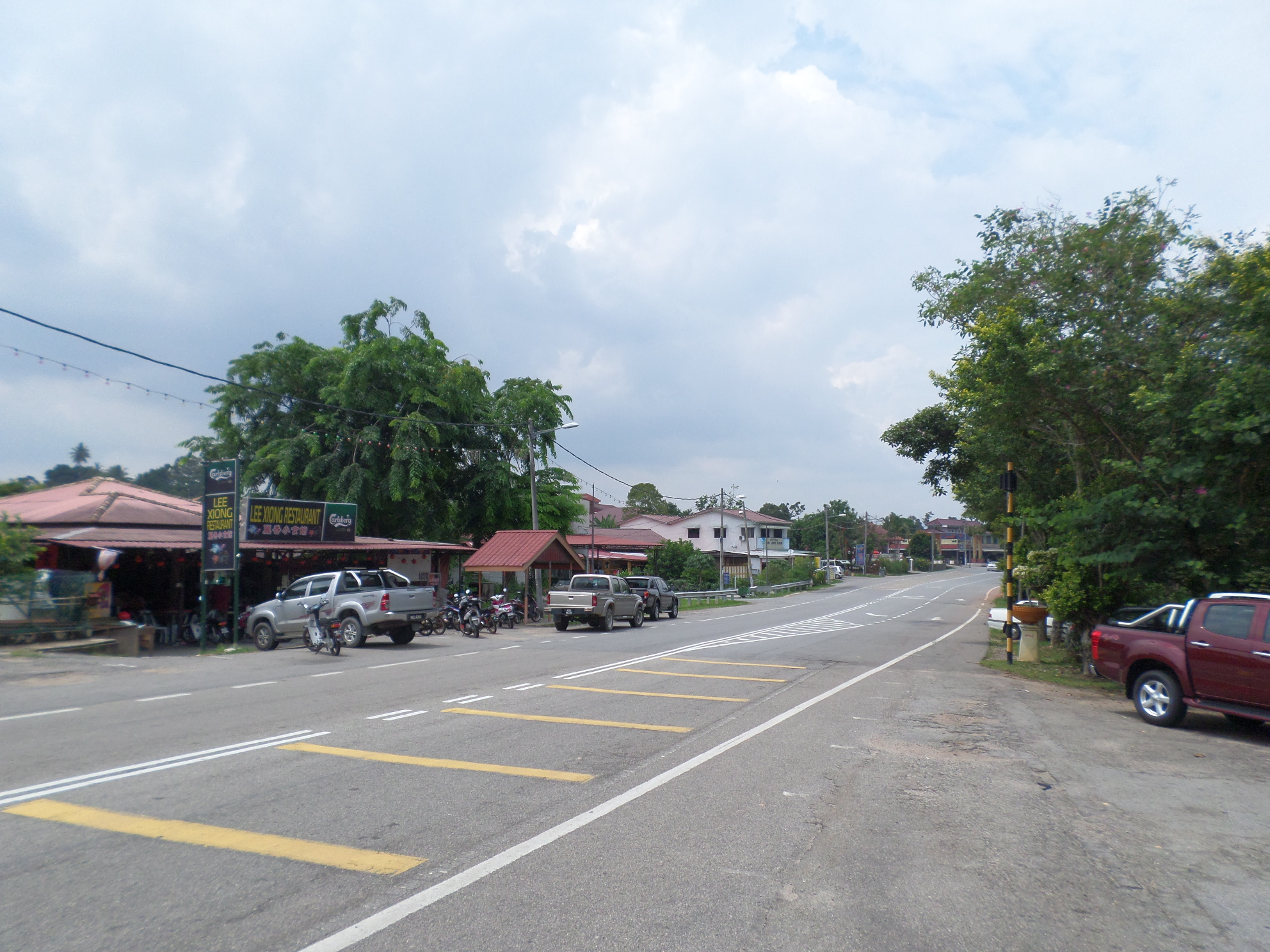
Machap Baru

Machap Baru é uma cidade com cerca de 5.000 habitantes, do Distrito de Alor Gajah, no Estado de Malaca (Malásia). Restaurantes que servem pratos exóticos, tais como javalis, cervídeos, varanidae e cobras, estão frequentemente sob exame pelo Departamento Malaio de Vida Selvagem e Parques Nacionais devido ao envolvimento em comércio ilegal de espécies ameaçadas.
Machap Baru faz parte do círculo eleitoral de Machap, que elege um deputado para a Assembleia de Estado da Malásia.